# シークレット・ウォーズ (2015年のコミックブック)
「シークレット・ウォーズ」（"Secret Wars"）は、マーベル・コミックより出版された2015年のコミックブックのストーリーラインである。タイトルは1984-1985年のミニシリーズと同名であり、2015年5月6日にジョナサン・ヒックマン脚本、イサド・リビック作画の本編ミニシリーズ『シークレット・ウォーズ』が創刊された。ストーリーは同じくヒックマンが手がけた『アベンジャーズ』（第5シリーズ）及び『ニューアベンジャーズ』（第3シリーズ）の「タイム・ランズ・アウト」の結末から続く内容である。
ストーリーはこれまでの本編世界であるマーベル・ユニバースとその他様々な平行世界（アルティメット・マーベルやマーベル2099、「エイジ・オブ・アポカリプス」、『マーベル1602』、「ハウス・オブ・M」など）の断片により再構成されたバトルワールドが舞台となり、旧世界はその中の領域（領国）の基となっている。個々のマーベルキャラクターの様々なバージョンがバトルワールド内に複数人にわたって登場することがあり、例を挙げるとマンハッタン王国にはアース-1610とアース-616の両方のトニー・スタークが住んでいたり、また複数バージョンのソーで構成される平和維持軍が存在する。各ミニシリーズで描かれたキャラクターのパワーと経歴は主流のマーベル・ユニバースのそれとは大きく異なる場合がある。
本編のミニシリーズは当初は全8号の予定であったが、9号に変更された。タイイン誌は「バトルワールド」、「ウォーゾーンズ」、「ラストデイズ」の3カテゴリに分類される。タイイン誌の1つである『アルティメット・エンド』は15年の歴史を持つアルティメット・マーベルの完結編であり、『アルティメット・スパイダーマン』でアルティメット・ユニバースを創設したブライアン・マイケル・ベンディスが脚本、マーク・バグリーが作画を担当した。
シリーズのストーリーライン、キャラクター、アクション、アートスタイルは批評家に概ね高評価された。

## 出版史
ストーリーは『アベンジャーズ』（第5シリーズ）と『ニューアベンジャーズ』（第3シリーズ）の「タイム・ランズ・アウト」から続き、メインとなるミニシリーズは全9号（とフリー・コミック・ブック・デイの第0号）構成で、2015年5月に創刊号と2号、以後12月まで毎月1号ずつ発売された。

## タイイン
イベントに伴い多くのタイイン・ミニシリーズとオンゴーイングタイトルが展開され、その多くは「シビル・ウォー」、「エイジ・オブ・アポカリプス」、「デイズ・オブ・フューチャーパスト」（このイベントでは「イヤーズ・オブ・フューチャー・パスト」に改名）、「アーマーウォーズ」といった以前のマーベルのイベントを再訪するテーマである。全てのタイイン誌には「ラストデイズ」、「バトルワールド」、「ウォーゾーンズ」のいずれかのサブタイトルが付属した。「ウォーゾーンズ」、「バトルワールド」、「ラストデイズ」により、「シークレット・ウォーズ」これまでで最も拡張性の高いクロスオーバーの1つとなった。
マーベルのエグゼクティブ・エディターであるトム・ブレヴォートは、「ラストデイズ」は「シークレット・ウォーズ」突入によって終末を迎えるマーベルユニバースでのキャプテン・アメリカ、ミズ・マーベル、ロキ、マグニートーの最後の冒険、「ウォーゾーンズ」では各領域内の事件、「バトルワールド」ではバトルワールド全体をまたぐ出来事に焦点が当てられることを明かした。

## プロット

### 第1号
ドクター・ドゥーム、ドクター・ストレンジ、モレキュールマンが多元宇宙（マルチバース）を救うためにビヨンダーズに最後の戦いを挑んでいた頃、残る2つの宇宙であるアース-1610とアース-616が最後のインカージョンに突入し、両世界のヒーローたちの交戦が始まる。ミスター・ファンタスティックとメイカー（アース-1610のミスター・ファンタスティック）はこの終末を生き延びる計画を少数の仲間達と共に実行に移しており、ミスター・ファンタスティックは一部のヒーローと重要な科学者を選択し、一方でメイカーは自分とカバルだけを救う算段を立てていた。メイカーは最終兵器とチルドレン・オブ・トゥモローをアース-616へと送り込み、ブラックボルト、ロケット・ラクーン、グルート、ブラック・ウィドウ、スパイダーウーマン、ビーストが倒され、スターク・タワーが破壊された。キングピンはヒーロー達の敗北を観戦するためにヴィランたちを集めてパーティを開催するが、彼らを殺しにやってきたパニッシャーにより邪魔される。
マニフォルドはテレポート能力でヒーローたちを救命艇に回収し始め、フェニックス・フォースと融合してチルドレン・オブ・トゥモローを倒したサイクロップスも合流する。ミスター・ファンタスティックとブラックパンサーはインカージョンの中心部に向かって救命艇を発進する。だが船体の破損が発生するとインビジブルウーマンとシング、多くの若いフューチャー・ファウンデーションの面々を乗せた輸送区画の一部が脱落してしまう。ミスター・ファンタスティックは彼らを救助しようとするが、区画はインカージョンに飲まれて破壊されてしまう。2つの地球が衝突すると世界は真っ白になり、それが黒へと変わる前にドクター・ドゥームの仮面が現れる。救命艇は謎の惑星へとたどり着く。

### 第2号
様々なバージョンのソーにより構成される警察組織「ソー軍団」に新人のソーが加わる。ハイアー・アバロンと呼ばれる領域出身であるこの若いソーはこの世界の統治者である神帝ドゥームが如何にしてこの地球と宇宙を創造したのかを物語る。その後、若いソーと老いたソーはバー・シニスターの領主であるミスター・シニスターをドゥーム城へと連行し、世界樹の玉座に腰掛けるドゥームの前で裁判が始まる。シニスター卿はハイアー・アバロンに侵攻するためにユートポリスの領主ハイペリオンと不法に結託したことで告訴される。シニスターは告発者でハイアー・アバロン領主ジェイミー・ブラドックの弟のブライアン・ブラドックとの決闘を申し出、勝利する。シニスターが止めを刺そうとしたところ、ドゥームに止められ、ブライアンは尋問される。ブライアンがドゥームへの反逆容疑を問われるとジェイミーは自分が罪人であると名乗り出る。ドゥームはジェイミーを自領を外部の脅威から守る広大な壁「ザ・シールド」へ追放することを決定する。ソー軍団に連れられたブラドック卿はザ・シールドからデッドランドへと飛び込み、ゾンビの大群と戦って死亡する。
ユートポリス王国ではアレックス・パワー執行官が「地震」によって発見された物体、アース-1610の救命艇に案内される。ヴァレリアが物体の成分が伝わっている地球の創世よりも遙かに古いものであることをストレンジ司法官に伝えると、彼はハイアー・アバロンのソーと老いたソーを発見現場に向かわせて封印を命じる。しかし現場のモーロイドの採掘者の1人が偶然にも救命艇を開けてしまい、中から投げられた武器によって老いたソーは殺されてしまう。若いソーが事態を伝えるためにストレンジの元へ逃亡した後、救命艇の中からカバルとメイカーが現れる。サノスは捕らえたモーロイドからこの世界が「バトルワールド」と呼ばれていることを聞き出す。

### 第3号
ストレンジはドゥームにバトルワールド各領域での近況を報告する。モレキュールマンの像の前で2人はドゥームがビヨンダーズとどのように戦い、そして破壊された様々な地球の断片を救い出したのかを思い出す。ストレンジはソー軍団に呼ばれてカバルの救命艇を調査し、そして彼らの捜索を命じる。ハイヤー・アバロンのソー以外全員が出発した後、ストレンジは救命艇内に隠れていたマイルス・モラレスに出てくるように言う。マイルスはインカージョンで地球が消滅する直前に艇内に忍び込んでいたことを明かす。
アガモットーの島でストレンジはバトルワールドのことをマイルスに説明し、そして既に別の救命艇を発見していたことを明かす。モーロイドの動きを見ていた若いソーによって救命艇が開けられるとアース-616の生存者たちが現れる。ストレンジはイルミナティの仲間だったブラックパンサーとミスター・ファンタスティックを確認したことで自分と同じ時間線の出身者であることに気付く。ストレンジは彼らの時間が最後のインカージョンから8年間停滞しており、その直後にドゥームがバトルワールドを創造したことによって全てが救われたのだと説明する。ユートポリスではカバルとメイカーがソー軍団により発見される。

### 第4号
ユートポリスではソー軍団がサノス、カバル、メイカーと戦う。アガモットーの島でストレンジは多元宇宙消滅の黒幕はビヨンダーズであり、彼とドゥームが彼らを殺してそのパワーを奪ったことを救命艇の面々に説明する。ドゥーム城にはイノシシ版のソーがテレポートし、カバルたちの戦闘をドゥームに報告する。その戦闘にストレンジに引き連れられた救命艇の生存者たちも加わる。ドゥームも戦場にテレポートし、カバルと救命艇の生存者たちに向けて力を解き放つ。フェニックス・フォースの力を得たサイクロップスは一瞬優位に立つがドゥームはすぐに回復し、サイクロップスの首を折る。ストレンジは生き残った者達をテレポートさせると怒ったドゥームは彼にエネルギー・ブラストを浴びせて殺す。

### 第5号
ストレンジ司法官の葬儀後、ドゥームはモレキュールマンの像の下にある空間に入り、そこに住む本物のモレキュールマンと話す。ビヨンダーズは多元宇宙の創造者であったが、最終的にそれを破壊する先駆者となったと説明される。モレキュールマンは多元宇宙で唯一の存在であり、各宇宙に存在する彼は同一人物が切り分けられたものであった。ビヨンダーズは各モレキュールマンを爆発させることにより、それが属していた宇宙を終わらせていたのである。ドゥーム、ストレンジ、アース-616のモレキュールマンは多元宇宙からモレキュールマンを集めて改良し、おびき出したビヨンダーズに突撃させた。爆発によりビヨンダーズは抹殺され、そのパワーをモレキュールマンに吸収されてドゥームに送られ、そしてバトルワールドが創造されたのであった
ヴァレリア率いるフューチャー・ファウンデーションのジャスティス・ディビジョンは616のヒーローとカバルを追跡する準備をする。ソーはドゥームガルドにあるソー軍団の本拠地、ブラックパンサーとネイモアはエジプティア、キャプテン・マーベルはバー・シニスター、ブラックスワンはドゥームシュタット、サノスはザ・シールドの側にテレポートされていた。

### 第6号
3週間後、バトルワールドは混乱状態にあり、いくつかの王国が公然と叛乱を起こしていた。「プロフェット（予言者）」と呼ばれる謎の人物がドゥーム叛乱軍を結成し、上下エジプティア王国で進撃する。ビクターは最も忠実な領主たち（ミスター・シニスター、マエストロ、アポカリプス、マデリーン・プライアー）にプロフェットの脅威に対処するよう命じる。カバルのメンバーではプロキシマ・ミッドナイトとコーバス・グレイブのみが捕獲され、ブラックスワンはドゥームの協力者となった。ファウンデーションはドゥームのパワーの源泉を発見し、父親に疑念を抱くヴァレリアに知られる。
ミスター・ファンタスティックとメイカーはドゥームのパワーの源泉を見つけるために協力し、ピーターとマイルスのスパイダーメンを派遣してドゥーム城に侵入させる。スパイダーメンはヴァレリアと出くわすも、彼女は彼らと同行しないと言う。ヴァレリアはストレンジ殺害犯が救命艇の者たちではないかと尋ね、ピーターが否定すると彼女の疑念は確信へと変わる。モレキュールマンの像の下にある隠し扉に入ったスパダーメンは本物のモレキュールマンに会う。一方でネイモアとブラックパンサーはアガモットーの島に到着する。ストレンジから受け取ったアガモットーの鍵を使って彼らはシージ・カレイジャスとドゥームシュタットのみで使えるインフィニティ・ガントレットを入手する。
ヘル・レンジャーズに捕らえられたサノスはザ・シールドを形成している知性ある壁（巨大なベン・グリムのオルタナティブ・バージョン）と会話してドゥームに反逆をするように説得し、ザ・シールドを崩壊させる。

### 第7号
プロフェットの正体はマキシマスであり、軍勢をドゥーム城まで進撃させる。シニスター卿はプライアー卿を裏切って攻撃するが、彼もアポカリプスにより倒させる。ジェーン・フォスターによって神を倒すように説得されたソー軍団もドゥームとの戦いに加わり、さらにマエストロとワールドブレーカーの軍団も到着する。2人のリード・リチャーズはこの戦いの隙にドゥーム城に侵入し、「多元宇宙から残された最も大切な物」をドゥームから盗みに行く。ブラックパンサーとネイモアはデッドランドを訪れ、「死者の王」の称号を持つブラックパンサーはゾンビたちを説得して反ドゥーム軍に参加させる。

### 第8号
ドゥーム城周囲では混乱が続く。2人のリード・リチャーズとスター・ロードはドゥーム城に向かって飛ぶが、船がハルクの攻撃を受けたために墜落する。マエストロはドゥームに宣戦布告するが、直後に巨大なベン・グリムに遭遇し、彼は行く先の飛行船を壊する。暴れ続けるグリムの前にフランクリンとギャラクタスが到着する。フランクリンは自分の父親がドゥームであることを明かすとグリムは彼がスーザンの息子であることを察して戦いを止め、自らギャラクタスにより破壊される。それを見て泣くスーザンをヴォレリアはある場所へと連れて行く。
ドゥーム城で船を修理するスター・ロードはブラックスワンに襲われる。スター・ロードは「爪楊枝」にしていたグルートの破片を世界樹に突き刺して融合させることで巨大なグルートを作り出す。モレキュールマンとストレンジ司法官の像に向かうスーザンとヴァレリアは2人のリードに遭遇する。
戦場に現れたドゥームはサノスに領主になるチャンスを与える。自分こそが神の座に相応しいと信じるサノスは申し出を拒否するとドゥームは彼の骨を引き裂いて殺す。戦場にはさらに破壊されたザ・シールドからやってきたゾンビが加わる。ゾンビに続いてインフィニティ・ガントレットを装着したブラックパンサーとネイモアが到着し、ドゥームの治世の終焉を宣言する。

### 第9号
ドゥームはビヨンダーズのパワー、ブラックパンサーはインフィニティ・ガントレットを操って戦う。スーザンはミスター・ファンタスティックのことを知らず、彼がストレンジ司法官殺害犯の1人であると非難する。ミスター・ファンタスティックはドゥームがストレンジ司法官を殺したことを明らかにする。2人のリードはモレキュールマンと会うが、メイカーはミスター・ファンタスティックを裏切って時間遮断球の中に閉じ込めて猿に退化させる。しかしながらミスター・ファンタスティックに味方するモレキュールマンはメイカーを輪切りにして彼を助ける。戦場のドゥームはブラックパンサーの攻撃が陽動であることに気づき、ミスター・ファンタスティックを阻止するためにモレキュールマンの像にテレポートする。
ドゥームはミスター・ファンタスティックを殺そうとするが、モレキュールマンにパワーを奪われたために2人は対等な状態で決闘する。ドゥームはミスター・ファンタスティックが多元宇宙の救済する方法を見つけられなかったことを指摘すると、ミスター・ファンタスティックはビヨンダーズのパワーを手に入れたドゥームが最初にしたことが自分の人生と家族を盗んだことだと反論する。ドゥームがミスター・ファンタスティックは自分より上手くパワーを使えると認めるとモレキュールマンはそれをミスター・ファンタスティックに移し、バトルワールドを破壊する。破壊の最中、ブラックパンサーはリアリティ・ジェムを使って再建したワカンダへとテレポートする。
マイルス・モラレスは友人と母親（マイルスからハンバーガーを貰った礼にモレキュールマンが復活させた）と共にプライム・アースとして再建された地球で目覚め、ピーター・パーカーと共にスパイダーマンとして街をパトロールする。ミスター・ファンタスティック、インビジブルウーマン、ヴァレリア、フランクリン、フューチャー・ファウンデーションのメンバー、そしてモレキュールマンは多元宇宙を復活させる仕事に取り組む。ラトベリアではドクター・ドゥームが仮面を外して顔の傷が無くなっていることを明らかにし、笑みを見せる。

## バトルワールド
多元宇宙がインカージョンで崩壊した後、様々な世界の遺物が融合して新しいバトルワールドが形成された。バトルワールドの各領域はインカージョンで破壊された世界が元となっており、3つ（デッドランド、パーフェクション、ニューザンダー）を除く全てが相互にやりとりすることが出来る。これらと各領域の境はザ・シールドと呼ばれる巨大な壁で区切られており、もしも決壊したならばゾンビ、ウルトロン・ドローン、アナイアレーション・ウェーブのクリーチャー、インフィニティ・ガントレット再建を狙う別バージョンのサノスの侵入を許すこととなる。
各領域にはバトルワールドの支配者で救世主の神帝ドゥームより任命されたバロンと呼ばれるリーダーが存在する。全ての領域の分離状態を維持するため、ソーのあらゆるオルタナティブ・バージョンにより構成されるソー軍団がストレンジ司法官の指揮下でバトルワールドの警察の役割を果たす。不法に国境を越えた者はザ・シールドで懲役が科せられ、さらに重大な罪を犯した者はザ・シールドの向こう側の3つの危険領域に追放となる。
バトルワールドは宇宙に3つ存在する天体の1つである。2つめの天体はバトルワールド誕生初期に上空に打ち上げられ、その光源となる「太陽」の役割を果たすヒューマン・トーチ自身であるが、これはドゥームへの反逆行為の罰であることが明らかとなる。またこの太陽はバトルワールドの周りを公転している。3つ目の天体はバトルワールドの「月」の役割を果たすノーウェアである。これらの天体とは別の星は存在しなかったが、多元宇宙崩壊の際に感情を得たポケット・ユニバースを象徴する謎の少女シンギュラリティがアルカディア民をゾンビの大群から救うために自爆した後、空に星々を復活させた。
バトルワールドが設置された世界はアース-15513と呼ばれている。

## タイトル一覧
| タイム・ランズ・アウト                | タイム・ランズ・アウト | タイム・ランズ・アウト     | タイム・ランズ・アウト                             | タイム・ランズ・アウト                                                    |
| タイトル                              | イシュー               | コレクテッド・エディション | 収録内容                                           | 作者                                                                      |
| ------------------------------------- | ---------------------- | -------------------------- | -------------------------------------------------- | ------------------------------------------------------------------------- |
| アベンジャーズ / ニューアベンジャーズ | #35–44 / #24–33        | Time Runs Out Vol. 1       | Avengers (2012) #35–37, New Avengers (2013) #24–25 | ライター ジョナサン・ヒックマン アーティスト 多数                         |
| アベンジャーズ / ニューアベンジャーズ | #35–44 / #24–33        | Time Runs Out Vol. 2       | Avengers (2012) #38–39, New Avengers (2013) #26–28 | ライター ジョナサン・ヒックマン アーティスト 多数                         |
| アベンジャーズ / ニューアベンジャーズ | #35–44 / #24–33        | Time Runs Out Vol. 3       | Avengers (2012) #40–42, New Avengers (2013) #29–30 | ライター ジョナサン・ヒックマン アーティスト 多数                         |
| アベンジャーズ / ニューアベンジャーズ | #35–44 / #24–33        | Time Runs Out Vol. 4       | Avengers (2012) #43–44, New Avengers (2013) #31–33 | ライター ジョナサン・ヒックマン アーティスト 多数                         |
| アベンジャーズ・ワールド              | #17–21                 | Before Time Runs Out       | Avengers (2012) #34.2, Avengers World #17–21       | ライター フランク・バービエール アーティスト マルコ・チェチェット         |
| マイルス・モラレス: スパイダーマン    | #12                    | Revelations                | Miles Morales: Ultimate Spider-Man #6–12           | ライター ブライアン・マイケル・ベンディス アーティスト デビッド・マルケス |

| ラストデイズ                                  | ラストデイズ | ラストデイズ                                  | ラストデイズ | ラストデイズ                                                           |
| タイトル                                      | イシュー     | コレクテッド・エディション                    | 収録内容 | 作者                                                                   |
| --------------------------------------------- | ------------ | --------------------------------------------- | --- | ---------------------------------------------------------------------- |
| アントマン: ラストデイズ                      | #1           | Secret Wars: Last Days of the Marvel Universe | Captain America and the Mighty Avengers #8–9, Loki: Agent of Asgard #14–17, Magneto (2014) #18–21, Black Widow (2014) #19–20, Ms. Marvel (2014) #16–19, Punisher (2014) #19–20, Silver Surfer (2014) #13–15, Ant-Man: Last Days #1, Silk (2015A) #7, Spider-Woman (2014) #10 | ライター ニック・スペンサー アーティスト ラモン・ロザノス              |
| ブラックウィドウ                              | #19–20       | Secret Wars: Last Days of the Marvel Universe | Captain America and the Mighty Avengers #8–9, Loki: Agent of Asgard #14–17, Magneto (2014) #18–21, Black Widow (2014) #19–20, Ms. Marvel (2014) #16–19, Punisher (2014) #19–20, Silver Surfer (2014) #13–15, Ant-Man: Last Days #1, Silk (2015A) #7, Spider-Woman (2014) #10 | ライター ネイサン・エドモンドソン アーティスト フィル・ノト            |
| キャプテン・アメリカ&マイティ・アベンジャーズ | #8–9         | Secret Wars: Last Days of the Marvel Universe | Captain America and the Mighty Avengers #8–9, Loki: Agent of Asgard #14–17, Magneto (2014) #18–21, Black Widow (2014) #19–20, Ms. Marvel (2014) #16–19, Punisher (2014) #19–20, Silver Surfer (2014) #13–15, Ant-Man: Last Days #1, Silk (2015A) #7, Spider-Woman (2014) #10 | ライター アル・ユーイング アーティスト ルーク・ロス                    |
| ロキ: エージェント・オブ・アスガルド          | #14–17       | Secret Wars: Last Days of the Marvel Universe | Captain America and the Mighty Avengers #8–9, Loki: Agent of Asgard #14–17, Magneto (2014) #18–21, Black Widow (2014) #19–20, Ms. Marvel (2014) #16–19, Punisher (2014) #19–20, Silver Surfer (2014) #13–15, Ant-Man: Last Days #1, Silk (2015A) #7, Spider-Woman (2014) #10 | ライター アル・ユーイング アーティスト リー・ガーベット                |
| マグニートー                                  | #18–21       | Secret Wars: Last Days of the Marvel Universe | Captain America and the Mighty Avengers #8–9, Loki: Agent of Asgard #14–17, Magneto (2014) #18–21, Black Widow (2014) #19–20, Ms. Marvel (2014) #16–19, Punisher (2014) #19–20, Silver Surfer (2014) #13–15, Ant-Man: Last Days #1, Silk (2015A) #7, Spider-Woman (2014) #10 | ライター カレン・バン アーティスト ハビ・フェルナンデス                |
| Ms.マーベル                                   | #16–19       | Secret Wars: Last Days of the Marvel Universe | Captain America and the Mighty Avengers #8–9, Loki: Agent of Asgard #14–17, Magneto (2014) #18–21, Black Widow (2014) #19–20, Ms. Marvel (2014) #16–19, Punisher (2014) #19–20, Silver Surfer (2014) #13–15, Ant-Man: Last Days #1, Silk (2015A) #7, Spider-Woman (2014) #10 | ライター G・ウィロー・ウィルソン アーティスト エイドリアン・アルフォナ |
| パニッシャー                                  | #19–20       | Secret Wars: Last Days of the Marvel Universe | Captain America and the Mighty Avengers #8–9, Loki: Agent of Asgard #14–17, Magneto (2014) #18–21, Black Widow (2014) #19–20, Ms. Marvel (2014) #16–19, Punisher (2014) #19–20, Silver Surfer (2014) #13–15, Ant-Man: Last Days #1, Silk (2015A) #7, Spider-Woman (2014) #10 | ライター ネイサン・エドモンドソン アーティスト ミッチ・ジェラッズ      |
| シルク                                        | #7           | Secret Wars: Last Days of the Marvel Universe | Captain America and the Mighty Avengers #8–9, Loki: Agent of Asgard #14–17, Magneto (2014) #18–21, Black Widow (2014) #19–20, Ms. Marvel (2014) #16–19, Punisher (2014) #19–20, Silver Surfer (2014) #13–15, Ant-Man: Last Days #1, Silk (2015A) #7, Spider-Woman (2014) #10 | ライター ロビー・トンプソン アーティスト タニア・フォード              |
| シルバーサーファー                            | #13–15       | Secret Wars: Last Days of the Marvel Universe | Captain America and the Mighty Avengers #8–9, Loki: Agent of Asgard #14–17, Magneto (2014) #18–21, Black Widow (2014) #19–20, Ms. Marvel (2014) #16–19, Punisher (2014) #19–20, Silver Surfer (2014) #13–15, Ant-Man: Last Days #1, Silk (2015A) #7, Spider-Woman (2014) #10 | ライター ダン・スロット アーティスト マイケル・オールレッド            |
| スパイダーウーマン                            | #10          | Secret Wars: Last Days of the Marvel Universe | Captain America and the Mighty Avengers #8–9, Loki: Agent of Asgard #14–17, Magneto (2014) #18–21, Black Widow (2014) #19–20, Ms. Marvel (2014) #16–19, Punisher (2014) #19–20, Silver Surfer (2014) #13–15, Ant-Man: Last Days #1, Silk (2015A) #7, Spider-Woman (2014) #10 | ライター デニス・ホープレス アーティスト ナターチャ・ブストス          |

| シークレット・ウォーズ | シークレット・ウォーズ                           | シークレット・ウォーズ     | シークレット・ウォーズ  | シークレット・ウォーズ                                        |
| タイトル               | イシュー                                         | コレクテッド・エディション | 収録内容                | 作者                                                          |
| ---------------------- | ------------------------------------------------ | -------------------------- | ----------------------- | ------------------------------------------------------------- |
| シークレット・ウォーズ | Free Comic Book Day 2015 (Secret Wars) #1(0) 1–9 | Secret Wars                | Secret Wars (2015) #0–9 | ライター ジョナサン・ヒックマン アーティスト イサド・リビック |

| バトルワールド                                 | バトルワールド | バトルワールド                   | バトルワールド                                                                                               | バトルワールド                                                          |
| タイトル                                       | イシュー       | コレクテッド・エディション       | 収録内容 | 作者                                                                    |
| ---------------------------------------------- | -------------- | -------------------------------- | --- | ----------------------------------------------------------------------- |
| エイジ・オブ・ウルトロン VS マーベルゾンビーズ | #1–4           | Age of Ultron vs. Marvel Zombies | Age of Ultron vs. Marvel Zombies #1–4, Age of Ultron #1                                                      | ライター ジェームズ・ロビンソン アーティスト スティーブ・プー           |
| ゴーストレーサーズ                             | #1–4           | Ghost Racers                     | Ghost Racers #1–4, Ghost Rider (1973) #35, material from Secret Wars: Secret Love #1                         | ライター フェリペ・スミス アーティスト ホアン・デオン                   |
| インヒューマンズ: アティラン・ライジング       | #1–5           | Inhumans: Attilan Rising         | Inhumans: Attilan Rising #1–5                                                                                | ライター チャールズ・ソウル アーティスト ジョン・ティムズ               |
| マーベルゾンビーズ                             | #1–4           | Marvel Zombies: Battleworld      | Marvel Zombies (2015) #1–4, Marvel Zombies (2006) #1                                                         | ライター サイ・スプリエ アーティスト ケヴィン・ウォーカー               |
| マスター・オブ・カンフー                       | #1–4           | Master of Kung Fu: Battleworld   | Master of Kung Fu (2015) #1–4, 5 Ronin #2                                                                    | ライター ハデン・ブラックマン アーティスト ダリボル・タライッチ         |
| レッドスカル                                   | #1–3           | Red Skull                        | Red Skull #1–3, Captain America (1968) #367, Captain America (1998) #14                                      | ライター ジョシュア・ウィリアムソン アーティスト ルカ・ピザリ           |
| ランナウェイズ                                 | #1–4           | Runaways: Battleworld            | Runaways (2015) #1–4, Secret Wars: Secret Love #1                                                            | ライター ノエル・スティーヴンソン アーティスト サンフォード・グリーン   |
| シークレット・ウォーズ・ジャーナル             | #1–5           | Secret Wars Journal: Battleworld | Secret Wars Journal #1–5, Secret Wars: Battleworld #1–4, Howard the Human #1, Secret Wars Agents of Atlas #1 | ライター 多数 アーティスト 多数                                         |
| シークレット・ウォーズ: バトルワールド         | #1–4           | Secret Wars Journal: Battleworld | Secret Wars Journal #1–5, Secret Wars: Battleworld #1–4, Howard the Human #1, Secret Wars Agents of Atlas #1 | ライター 多数 アーティスト 多数                                         |
| シークレット・ウォーズ: シークレット・ラブ     | #1             | Runaways: Battleworld            | Runaways (2015) #1–4, Secret Wars: Secret Love #1                                                            | ライター 多数 アーティスト 多数                                         |
| シージ                                         | #1–4           | Siege: Battleworld               | Siege (2015) #1–4, Uncanny X-Men (2011) #9–10                                                                | ライター キーロン・ギレン アーティスト フィリペ・アンドラーデ           |
| スターロード&キティ・プライド                  | #1–3           | Star-Lord and Kitty Pryde        | Star-Lord & Kitty Pryde #1–3, Generation Next #1, Guardians of the Galaxy & X-Men: The Black Vortex Omega #1 | ライター サム・ハンフリーズ アーティスト アルティ・ファーマンシヤー     |
| ソーズ                                         | #1–4           | Thors                            | Thors #1–4, Thor (1966) #364–365                                                                             | ライター ジェイソン・アーロン アーティスト クリス・スプローズ           |
| アルティメット・エンド                         | #1–5           | Ultimate End                     | Ultimate End #1–5                                                                                            | ライター ブライアン・マイケル・ベンディス アーティスト マーク・バグリー |

| ウォーゾーンズ                                         | ウォーゾーンズ | ウォーゾーンズ                                             | ウォーゾーンズ | ウォーゾーンズ                                                                        |
| タイトル                                               | イシュー       | コレクテッド・エディション                                 | 収録内容 | 作者                                                                                  |
| ------------------------------------------------------ | -------------- | ---------------------------------------------------------- | --- | ------------------------------------------------------------------------------------- |
| 1602 ウィッチハンター・アンジェラ                      | #1–4           | 1602: Witch Hunter Angela                                  | 1602: Witch Hunter Angela #1–4, 1602 #1                                                                            | ライター キーロン・ギレン アーティスト マルグリート・ベネット&ステファニー・ハンス    |
| 1872                                                   | #1–4           | Marvel 1872                                                | 1872 #1–4, Avengers (1963) #80, Marvel Comics Presents #170                                                        | ライター ジェリー・ダガン アーティスト ニック・ヴィレラ                               |
| A-フォース                                             | #1–5           | A-Force Vol. 0: Warzones                                   | A-Force #1–5 | ライター G・ウィロー・ウィルソン&マルグリート・ベネット アーティスト ホルヘ・モリーナ |
| エイジ・オブ・アポカリプス                             | #1–5           | Age of Apocalypse: Warzones                                | Age of Apocalypse (2015) #1–5                                                                                      | ライター ファビアン・ニシーザ アーティスト ジェラルド・サンドバル                     |
| アメイジング・スパイダーマン: リニューア・ユア・ボウズ | #1–5           | Amazing Spider-Man: Renew Your Vows                        | Amazing Spider-Man: Renew Your Vows #1–5, materiel from Spider-Verse #2                                            | ライター ダン・スロット アーティスト アダム・キューバート                             |
| アーマーウォーズ                                       | #1–5 1/2       | Armor Wars: Warzones                                       | Armor Wars #1–5, 1/2                                                                                               | ライター ジェームズ・ロビンソン アーティスト マルシオ・タカラ&マーク・バグリー        |
| キャプテン・ブリテン&マイティ・ディフェンダーズ        | #1–2           | Captain America and the Mighty Avengers Vol. 2: Last Day   | Captain America and the Mighty Avengers #8–9, Captain Britain & the Mighty Defenders #1–2, Avengers Assemble #15AU | ライター アル・ユーイング アーティスト アラン・デイヴィス                             |
| キャプテン・マーベル&キャロル・コァ                    | #1–4           | Captain Marvel and the Carol Corps                         | Captain Marvel and the Carol Corps #1–4, Captain Marvel (2012) #17                                                 | ライター ケリー・スー・デコニック&ケリー・トンプソン アーティスト デヴィッド・ロペス  |
| シビル・ウォー                                         | #1–5           | Civil War: Warzones                                        | Civil War (2015) #1–5                                                                                              | ライター チャールズ・ソウル アーティスト レイニル・ユー                               |
| Deadpool's Secret Secret Wars                          | #1–4           | Deadpool's Secret Secret Wars                              | Deadpool's Secret Secret Wars #1–4, Marvel Super Heroes Secret Wars #1                                             | ライター カレン・バン アーティスト マッテオ・ロリ                                     |
| E・イズ・フォー・エクスティンクション                  | #1–4           | E Is for Extinction: Warzones                              | E Is for Extinction #1–4, New X-Men (2001) #114                                                                    | ライター クリス・バーナム アーティスト ラモン・ヴィラロボス                           |
| フューチャー・インパーフェクト                         | #1–5           | Future Imperfect: Warzones                                 | Future Imperfect #1–5, Secret Wars: Battleworld #4                                                                 | ライター ピーター・デヴィッド アーティスト グレッグ・ランド                           |
| ジャイアント・サイズ・リトル・マーベル: AVX            | #1–4           | Giant-Size Little Marvel: AvX                              | Giant-Size Little Marvel: AvX #1–4, A-Babies vs. X-Babies #1                                                       | ライター スコッティ・ヤング アーティスト スコッティ・ヤング                           |
| ガーディアンズ・オブ・ノーウェア                       | #1–4           | Guardians of Knowhere                                      | Guardians of Knowhere #1–4, New Avengers: Illuminati (2007) #3                                                     | ライター ブライアン・マイケル・ベンディス アーティスト マイク・デオダート             |
| ハイル・ハイドラ                                       | #1–4           | Hail Hydra                                                 | Hail Hydra #1–4, Hank Johnson, Agent of Hydra #1                                                                   | ライター リック・リメンダー アーティスト ローランド・ボスキ                           |
| ハンク・ジョンソン: エージェント・オブ・ハイドラ       | #1             | Hail Hydra                                                 | Hail Hydra #1–4, Hank Johnson, Agent of Hydra #1                                                                   | ライター デヴィッド・マンデル アーティスト マイケル・ウォルシュ                       |
| ハウス・オブ・M                                        | #1–4           | House of M: Warzones                                       | House of M (2014) #1–4, House of M (2005) #1                                                                       | ライター デニース・ホープレス アーティスト マルコ・フェイラ                           |
| ハワード・ザ・ヒューマン                               | #1             | Secret Wars Journal: Battleworld                           | Secret Wars Journal #1–5, Secret Wars: Battleworld #1–4, Howard the Human #1, Secret Wars Agents of Atlas #1       | ライター スコッティ・ヤング アーティスト スコッティ・ヤング                           |
| インフェルノ                                           | #1–5           | Inferno: Warzones                                          | Inferno #1–5 | ライター デニース・ホープレス アーティスト ハビエル・ガロン                           |
| インフィニティ・ガントレット                           | #1–5           | Infinity Gauntlet: Warzones                                | Infinity Gauntlet (2015) #1–5                                                                                      | ライター ジェリー・ダガン&ダスティン・ウェイバー アーティスト ダスティン・ウェイバー  |
| コーバック・サーガ                                     | #1–4           | Korvac Saga: Warzones                                      | Guardians 3000 #6–8, Korvac Saga #1–4                                                                              | ライター ダン・アブネット アーティスト オットー・シュミット                           |
| モードック・アサシン                                   | #1–5           | M.O.D.O.K. Assassin                                        | M.O.D.O.K. Assassin #1–5                                                                                           | ライター クリストファー・ヨスト アーティスト アミルカル・ピンナ                       |
| Mrs.デッドプール&ハウリング・コマンドーズ              | #1–4           | Mrs. Deadpool and the Howling Commandos                    | Mrs. Deadpool and the Howling Commandos #1–4, Werewolf by Night (1972) #1                                          | ライター ジェリー・ダガン アーティスト サルバドール・エスピン                         |
| オールドマン・ローガン                                 | #1–5           | Old Man Logan Vol. 0 – Warzones                            | Old Man Logan #1–5                                                                                                 | ライター ブライアン・マイケル・ベンディス アーティスト アンドレア・ソレンティーノ     |
| プラネット・ハルク                                     | #1–5           | Planet Hulk: Warzones                                      | Planet Hulk #1–5                                                                                                   | ライター サム・ハンフリーズ アーティスト マーク・ラミング                             |
| シークレット・ウォーズ2099                             | #1–5           | Secret Wars 2099                                           | Secret Wars 2099 #1–5                                                                                              | ライター ピーター・デヴィッド アーティスト ウィル・スリニー                           |
| シークレット・ウォーズ: エージェント・オブ・アトラス   | #1             | Secret Wars Journal: Battleworld                           | Secret Wars Journal #1–5, Secret Wars: Battleworld #1–4, Howard the Human #1, Secret Wars Agents of Atlas #1       | ライター トム・テイラー アーティスト スティーブ・プー                                 |
| スパイダーアイランド                                   | #1–5           | Spider-Island: Warzones                                    | Spider-Island (2015) #1–5                                                                                          | ライター トム・デファルコ&クリストス・ゲージ アーティスト パコ・ディアス              |
| スパイダーバース                                       | #1–5           | Spider-Verse: Warzones                                     | Spider-Verse (2015B) #1–5                                                                                          | ライター マイク・コスタ アーティスト アンドレ・アラウージョ                           |
| スコードローン・シニスター                             | #1–4           | Squadron Sinister                                          | Squadron Sinister #1–4, Avengers (1963) #69–70                                                                     | ライター マーク・グッゲンハイム アーティスト カルロス・パチェーコ                     |
| ウィアードワールド                                     | #1–5           | Weirdworld Vol. 0: Warzones                                | Weirdworld #1–5 | ライター ジェイソン・アーロン アーティスト マイク・デル・ムンド                       |
| ウェア・モンスターズ・ドウェル                         | #1–5           | Where Monsters Dwell: Phantom Eagle Flies the Savage Skies | Where Monsters Dwell #1–5                                                                                          | ライター ガース・エニス アーティスト ラス・ブラウン                                   |
| X-MEN '92                                              | #1–4           | X-Men '92                                                  | X-Men '92 #1–4 | ライター クリス・シムズ&チャド・バウワーズ アーティスト スコット・コブリッシュ        |
| イヤーズ・オブ・フューチャー・パスト                   | #1–5           | X-Men: Years of Future Past                                | Years of Future Past #1–5                                                                                          | ライター マルグリート・ベネット アーティスト マイク・ノートン                         |
| X-ティンクション・アジェンダ                           | #1–4           | X-Tinction Agenda: Warzones                                | X-Tinction Agenda #1–4, Uncanny X-Men (2001) #270                                                                  | ライター マーク・グッゲンハイム アーティスト カーマイン・ディ・ジャイアンドメニコ     |

| そのほか                                             | そのほか | そのほか                   | そのほか | そのほか                                                   |
| タイトル                                             | イシュー | コレクテッド・エディション | 収録内容 | 作者                                                       |
| ---------------------------------------------------- | -------- | -------------------------- | --- | ---------------------------------------------------------- |
| Secret Wars: Official Guide to the Marvel Multiverse | #1       | 無し                       | | ライター マイク・オサリバン&OHOTMUチーム アーティスト 多数 |
| Secret Wars Too                                      | #1       | Secret Wars Too            | Secret Wars, Too #1; Wha...Huh? #1; Ultimate Civil War: Spider-Ham #1; Captain America: Who Won't Wield the Shield #1; Shame Itself #1; Marvel Now What?! #1; material from World War Hulk: Front Line #2–5, Original Sins #5, Marvel 75th Anniversary Celebration #1. | ライター 多数 アーティスト 多数                            |

## 日本語版
| タイトル               | 収録内容                                                              | 翻訳者   | 出版社             | ISBN                | 発売日        |
| ---------------------- | --------------------------------------------------------------------- | -------- | ------------------ | ------------------- | ------------- |
| シークレット・ウォーズ | Free Comic Book Day 2015 (Secret Wars) #1(0), Secret Wars (2015) #0–9 | 秋友克也 | ヴィレッジブックス | ISBN 978-4864914482 | 2019年8月30日 |